# Nelli Gorbatkova
Nelli Gorbatkova   (Chiatura, 25 de juny de 1958 - Moscou, 7 d'agost de 1981) va ser una jugadora d'hoquei sobre herba soviètica que va competir durant les dècades de 1970 i 1980.
El 1980 va prendre part en els Jocs Olímpics de Moscou, on guanyà la medalla de bronze en la competició d'hoquei sobre herba.